# Catharina Treu
Catharina Treu, née le 21 mai 1743 à Bamberg et morte le 11 octobre 1811 à Mannheim, est une peintre allemande de natures mortes et peintre de cour de Charles Théodore, électeur de Bavière en 1769.

## Biographie
Catharina Treu naît le 21 mai 1743 à Bamberg, dans une famille de peintres. Elle apprend à peindre avec ses frères et sœurs auprès de leur père, Joseph Marquard Treu, à Bamberg. Elle devient une célébrité locale grâce à ses copies de natures mortes du XVIIe siècle et est choisie par le prince-évêque de Bamberg, Adam Friedrich von Seinsheim, pour peindre quelques dessus-de-porte pour sa résidence de Würzburg en 1762. Son travail se fait ainsi connaitre et elle reçoit une commande de tableaux d'extérieur pour le château de Bruchsal en 1766. La même année, elle suit le déménagement de la cour de Charles Théodore au château de Benrath à Düsseldorf où elle est nommée première enseignante sous Lambert Krahe à la Kunstakademie Düsseldorf[réf. souhaitée].
En 1769, elle reçoit le titre de peintre de cour en tant que peintre de cabinet pour la deuxième résidence de Charles Théodore au château de Mannheim. Lorsqu'il déménage à Munich, elle reste à Düsseldorf où elle  épouse Jakob Konig en 1781.  Après cette période, plusieurs de ses tableaux sont répertoriés dans des inventaires comme ceux de Mme König. En raison des bombardements et autres dommages de guerre subis par les peintures installées de sa main dans divers bâtiments, ses œuvres sont aujourd'hui surtout connues grâce aux archives et aux inventaires, bien qu'elle soit morte en tant que résidente notable de Mannheim[réf. souhaitée].
Catharina Treu meurt le 11 octobre 1811 à Mannheim.

## Copies

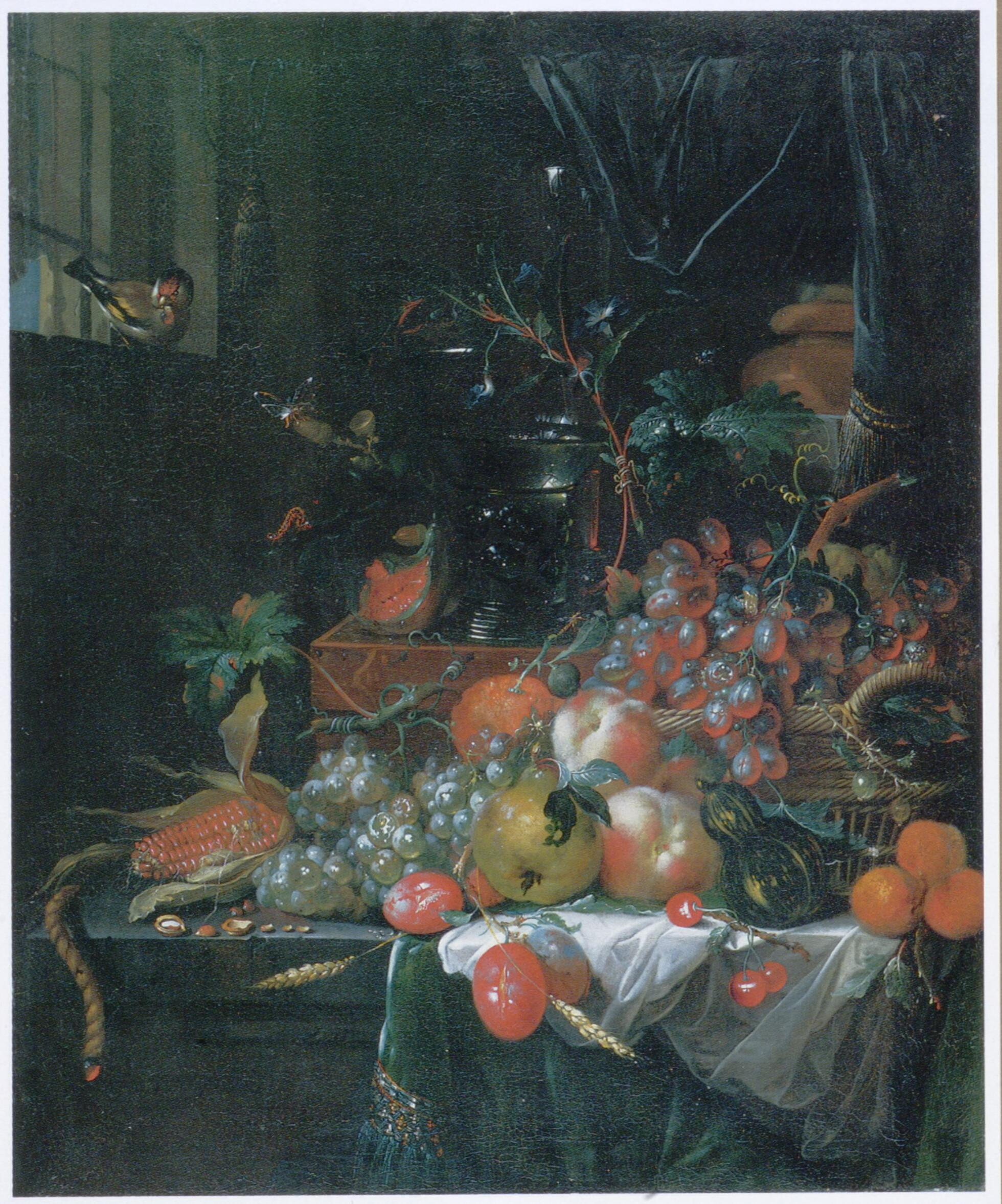
Copie par Treu, 1760?
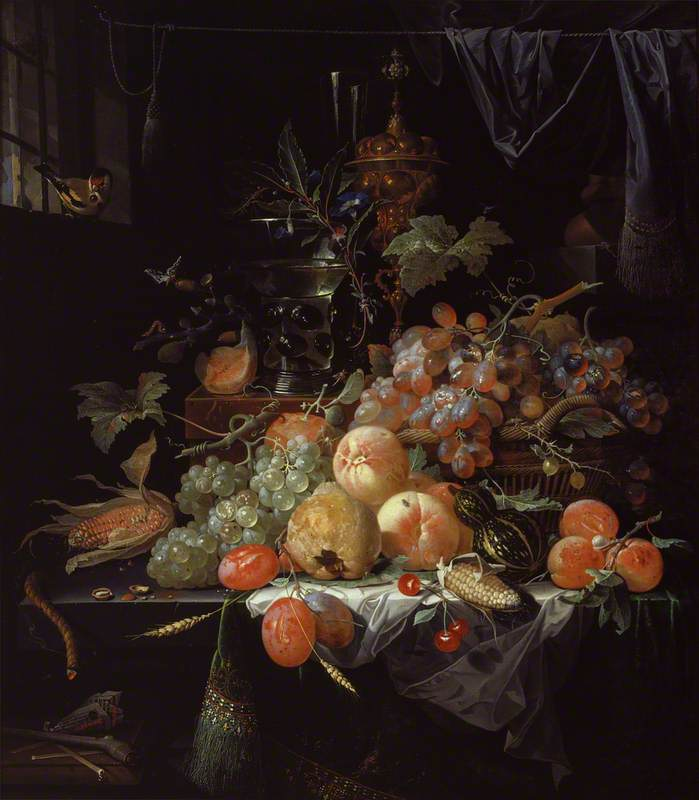
Original par Abraham Mignon, vers 1670

## Travaux
Elle est surtout connue pour ses œuvres en série, souvent produites en extérieur dans de grands palais. Voici une paire de pendentifs qui sont entrés dans la collection des margraves et grands ducs de Bade en 1803. Datés de 1768, ils ont probablement été peints pour le château de Mannheim.

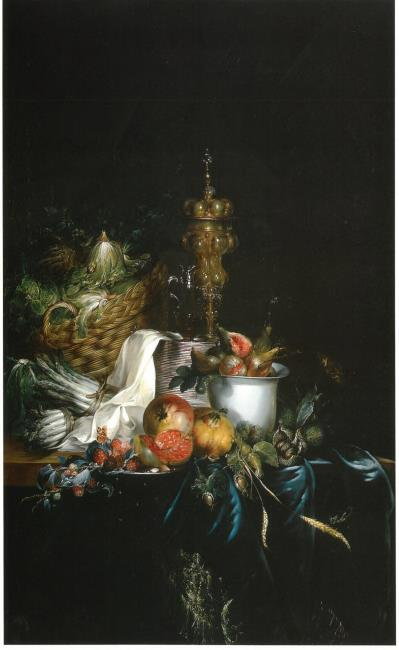
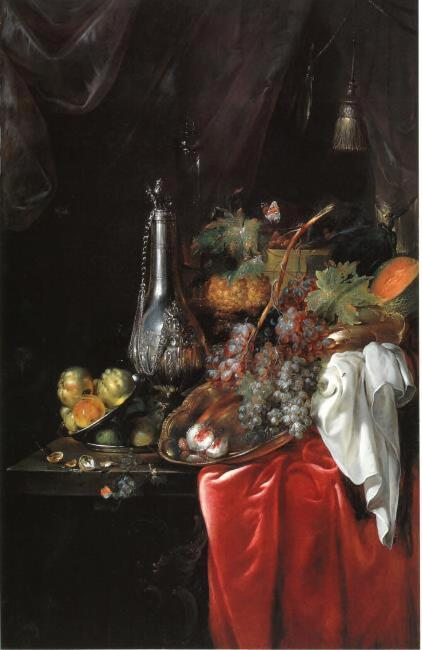